# Tep Vong
Samdech
Chuon Nath
Samdech Preah Agga Maha Sangharajadhipati Tep Vong (en khmer : សម្ដេចព្រះអគ្គមហាសង្ឃរាជាធិបតី ទេព វង្ស), né le 12 janvier 1932 à Siem Reap (protectorat français du Cambodge, Indochine française)
et mort le 26 février 2024 à Phnom Penh (Cambodge), est un moine bouddhiste cambodgien, Grand Patriarche suprême du Cambodge.
Il est connu pour son rôle dans le rétablissement de la vie monastique cambodgienne après la période Pol Pot et pour ses liens avec les dirigeants politiques dominants depuis les années 1980.

## Biographie

### L'enfant de la pagode
Tep Vong est né au village de Trapeang Chork, commune de Chreav, municipalité de Siem Reap, et à l'âge de 10 ans est allé étudier à Wat Reach Bo dans la capitale provinciale de Siem Reap. À l'âge de 16 ans, il est ordonné novice dans le même temple, mais, en raison de ses obligations familiales, il ne prend initialement l'habit que pendant neuf mois. Son précepteur est le Vénérable Hing Mao, l'abbé du temple. À l’âge de 21 ans, il est ordonné bhikkhu au temple avec le même précepteur. Il est nommé kru sotr, ou moine de deuxième rang du temple, en 1956.

### Survivre auxKhmers rouges
Comme presque tous les moines cambodgiens, Tep Vong a été contraint de quitter la toge de bonze pendant la période du régime totalitaire de Pol Pot de 1975 à 1979. Il arrive éventuellement à s'enfuir au Sud-Vietnam. Plus tard, lors du Tribunal révolutionnaire populaire parrainé par les Vietnamiens du 15 au 20 juillet 1979, Tep Vong accusera Pol Pot lui-même d'avoir exécuté 57 moines, dont trois de ses propres neveux. Il s'est depuis montré plus miséricordieux envers les dirigeants khmers rouges, comparant même Ieng Sary à Aṅgulimāla, le brigand impitoyable qui se transforme complètement après une conversion au bouddhisme.

### Ré-ordination et restauration de lasanghaaprès 1979
Tep Vong est le plus jeune des sept moines seniors réordonnés à Wat Ounalom lors d'une cérémonie parrainée par l'État le 19 septembre 1979, afin de créer un noyau de moines ordonnés qui pourraient en ordonner d'autres et rétablir officiellement la sangha cambodgienne, qui avait été presque détruite par les Khmers rouges. Certains remettaient en question l'ancienneté de Tep Vong et même la validité de cette cérémonie. La nouvelle lignée monastique ne devait pas faire de distinction entre les ordres Mahanikay et Dhammayuttika Nikaya qui existaient avant leur annihilation par Pol Pot.
Comme la plupart des autres moines ordonnés lors de la cérémonie du 19 septembre, Tep Vong avait déjà repris la vie de moine, probablement en juin 1979. Il représenta le nouveau gouvernement de la République populaire du Kampuchea (PRK) en tant que moine lors de voyages en Mongolie et l'Union soviétique cette année-là. Il porte de nouveau sa toge de bonze en août 1979, lorsqu'il témoigne au procès par contumace de Pol Pot et d'autres dirigeants khmers rouges, attestant que dans une seule commune, des agents des Khmers rouges avaient exécuté 57 moines, dont trois des propres neveux de Tep Vong. Il a également témoigné avoir lui-même été soumis aux travaux forcés pendant les près de quatre années du régime khmer rouge.
À la suite de l'ordination du 19 septembre 1979, il fut nommé Viny Thor, ce qui signifie qu'il était responsable de la discipline de la vie monastique. Au début, le plus âgé des sept moines réordonnés, Kaet Vay, assumait le rôle de précepteur lors des fréquentes cérémonies d'ordination des moines de la lignée officielle. Pour des raisons d'âge, Kaet Vay a mis fin à cette activité en 1981 et Tep Vong a assumé ce rôle. En effet, à cette époque, Tep Vong devint le chef de la Sangha bouddhiste cambodgienne unifiée. Au lieu d'un ministère du Culte, comme il existait avant 1975, les institutions religieuses de la République populaire du Kampuchéa étaient sous l'autorité du Front de solidarité pour la construction et la défense de la patrie du Kampuchéa, généralement simplement appelé « Le Front ». Tep Vong fut l'un des premiers membres du comité central du Front et en devint le quatrième vice-président en septembre 1979. En mai 1981, il est également élu membre de l'Assemblée nationale en tant que représentant de la province de Siem Reap et devient vice-président de l'Assemblée nationale en juillet 1981.

### Chef des bouddhistes khmers depuis 1991
À la suite des accords de paix de Paris du 23 octobre 1991, qui ont nommé l'ancien roi Norodom Sihanouk chef de l'État, la congrégation a été à nouveau divisée en ordres Mahanikay et Dhammayut. Les titres royaux furent également réintroduits dans la vie monastique. Le 8 novembre 1991, dans une proclamation officielle signée par Sihanouk, Tep Vong reçut le titre de Samdech Preah Mahasomedhadhipati et une semaine plus tard, le 15 novembre, il fut nommé sangaraja de l'Ordre Mahanikay. Le vénérable Bour Kry a été nommé sangharaja de l'Ordre Dhammayut par Sihanouk le décembre. Tep Vong est devenu membre d'office du Conseil du trône cambodgien le 23 septembre 1993.
Tep Vong a manifesté un soutien inconditionnel pour le pouvoir d'Hun Sen, après la crise cambodgienne de 1997. Au cours des élections de 1998, douze moines proches de l'opposition s’enfermèrent dans un des bâtiments de Wat Ounalom, Tep Vong n’hésitât pas à recourir à l'aide d'Hun Sen's pour régler la situation.
En 2002, Tep Vong nomme Tim Sakhorn abbé tout en sachant que ce dernier n'était pas légitime pour le poste étant originaire du Kampuchea Krom et non à proprement parler citoyen khmer. Le 16 juin 2007, Tep Vong a été contraint de défroquer Tim Sakhorn après que ce dernier ait utilisé sa plateforme pour promouvoir l'idéologie nationaliste, et a été accusé de conduite immorale, ayant des femmes dans sa chambre.
En 2003, Tep Vong a interdit de voter aux quelque 60 000 moines actifs au Cambodge. Sous la pression, il a annulé cet ordre en mars 2006 afin que les moines puissent voter « pour le développement de la nation ».
En 2006, Tep Vong a été élevé au titre de Samdech Preah Agga Mahā Sangharājādhipati (khmer : សម្តេច ព្រះ អគ្គមហាសង្ឃរាជាធិបតី), ou Grand Patriarche Suprême, le plaçant à la tête des deux ordres. Il est le premier moine depuis plus de 150 ans à recevoir ce titre,.

### Mort
Tep Vong est décédé le 26 février 2024 à l'hôpital Calmette de Phnom Penh au Cambodge.

## Bouddhismes

### Un bouddhisme pédagogique: réouverture des écoles-pagodes à travers le Cambodge
Tep Vong a contribué de manière significative au rôle des pagodes bouddhistes dans la rééducation de la jeunesse cambodgienne après la chute de l'Année Zéro décrite ainsi par le père François Ponchaud. Avec son collègue le Vénérable Oum Som qui était « le moine avec la formation la plus cléricale du Cambodge post-Pol Pot », il a contribué à ouvrir des écoles aux garçons et aux filles dans les pagodes, de la maternelle au lycée, à travers le pays pour ramener l'alphabétisation au Cambodge.

### Un bouddhisme politique: construire la paix ensemble après des années de persécution
Après avoir été contraint de fuir son pays en raison de son attachement à sa religion, Tep Vong est retourné dans son pays occupé par un parti communiste vietnamien antireligieux. Ainsi, il a pu négocier la restauration de la sangha bouddhiste grâce à ses liens étroits avec les responsables gouvernementaux, liens qui, au fil des années, ont été critiqués. Tep Vong s'est rendu en Mongolie et en Union soviétique pour en savoir plus sur « le modèle approprié de relations entre l'Église et l'État dans un pays socialiste ». Il a également eu une audience avec plusieurs papes de Jean-Paul II au Pape François, devenant ainsi l'un des visages internationaux du bouddhisme cambodgien.
Cependant, le vénérable Tep Vong a également été critiqué par les jeunes membres de la sangha pour ses liens avec le gouvernement vietnamien et pour sa proximité avec la direction du Parti populaire cambodgien qui domine le gouvernement. Il est entré en conflit avec des membres plus jeunes de la sangha qui ont exprimé leur opposition aux politiques gouvernementales et à la corruption, appelant à une occasion publiquement à l'arrestation des organisateurs d'une manifestation antigouvernementale. Dans un cas, alors qu'il était président de la Sangha unifiée, Tep Vong a avancé l'argument selon lequel certaines formes de violence politique pourraient être tolérées par le bouddhisme.

### Un bouddhisme sanitaire: entre soins sociaux pour les pauvres et déclarations dures sur le VIH/SIDA
Dans ses efforts pour réformer les pagodes bouddhistes au Cambodge après les Khmers rouges, le vénérable Tep Vong a transformé de nombreuses pagodes en maisons de retraite pour les veuves démunies connues sous le nom de donchee, qui recevaient des soins palliatifs par centaines. Cependant, Tep Vong a également adopté des positions controversées sur les questions liées à la santé. Il s'est exprimé à plusieurs reprises sur les questions liées à la situation du VIH/SIDA au Cambodge, notamment à la suite d'une conférence organisée en 2000 pour les moines par l'Autorité nationale de lutte contre le SIDA. Tep Vong a déclaré qu'il pensait que le problème du VIH/SIDA au Cambodge avait été exagéré par les ennemis du Cambodge afin de discréditer le gouvernement au pouvoir. Il a également déclaré que le VIH/SIDA est une forme de punition karmique qu'il est préférable de combattre en réprimant la prostitution, et que les moines ne devraient jouer aucun rôle dans le traitement des patients atteints du VIH/SIDA, ni dans la diffusion d'une éducation sur le VIH. Certains éléments du Mohanikaya ont tenté de positionner les moines comme des intermédiaires pour le matériel éducatif concernant le VIH/SIDA, une position à laquelle Tep Vong s'est opposé.

## Honneurs
Tep Vong porte le titre honorifique de Samdech et est membre du Conseil royal du trône du Cambodge.